# مالوینا شویدلر
مالوینا شویدلر (اوکراینی: Мальвіна Зіновіївна Швідлер؛ ۱۹ اوت ۱۹۱۹ – ۱۵ ژوئیهٔ ۲۰۱۱) بازیگر اهل اوکراین بود.